# Sternaspis princeps
Sternaspis princeps är en ringmaskart som beskrevs av Emil Selenka 1885. Sternaspis princeps ingår i släktet Sternaspis och familjen Sternaspidae.
Artens utbredningsområde är havet kring Nya Zeeland. Inga underarter finns listade i Catalogue of Life.